# Slaget vid Höchst
Slaget vid Höchst var ett slag under trettiåriga kriget som stod den 20 juni 1622 vid Höchst mellan protestanternas här under ledning av Christian av Braunschweig-Wolfenbüttel och en katolsk här under ledning av Tilly och Gonzalo Fernández de Córdoba y Cardona. 
Den katolska armén försökte förhindra två protestantiska arméer från att förena sig och anföll därför protestanterna. Christian stod just i begrepp att gå över floden Main vid Höchst när katolikerna efter en mycket ansträngande flankrörelse nådde upp honom och efter en kort strid slog honom på flykten.
Slaget anses ha varit en katolsk seger, då protestanterna förlorade tvåtusen man och större delen av trossen.
Det var inte bara nederlaget som försämrade ställningen för de protestantiska trupperna, utan främst den stora förlusten av krigsmateriel och den förvildning som grep omkring sig bland Christians redan dessförinnan tygellösa skaror. Då förföljandet från katolikernas sida var mycket otillräckligt kunde han likväl gå över Main med återstoden av sin här och förena sig med Ernst von Mansfeld.